# عبد الغني بوزيدي
عبد الغني بوزيدي (23 يناير 1997 بزرالدة في الجزائر - ) هو لاعب كرة قدم جزائري في مركز الدفاع. لعب مع الجمعية الرياضية لمدينة وهران ‏.

## روابط خارجية
- عبد الغني بوزيدي على موقع قاعدة بيانات كرة القدم.إي يو (الإنجليزية)
- عبد الغني بوزيدي على موقع Soccerway.com (الإنجليزية)